# Corps Alemannia Wien zu Linz

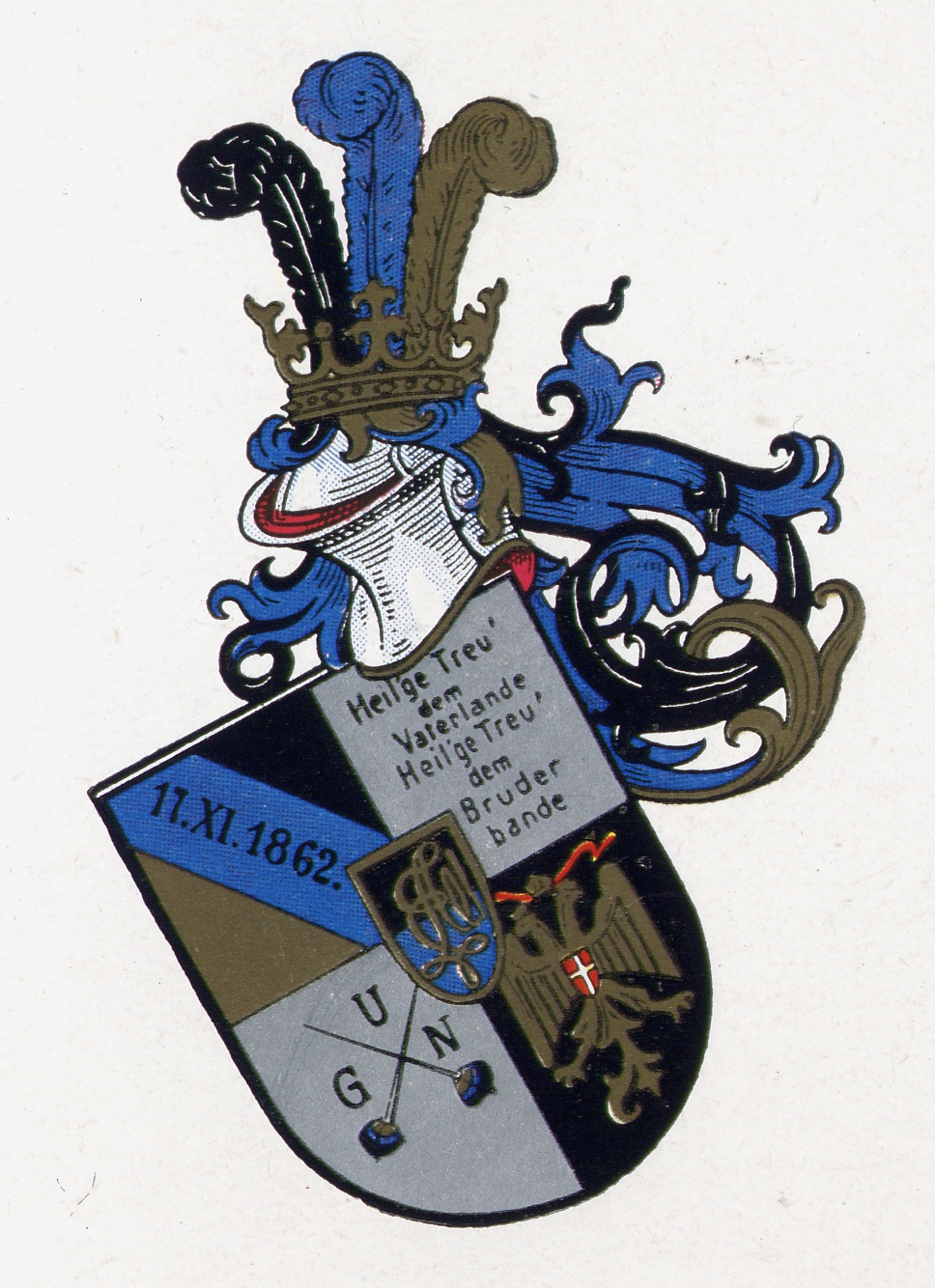
Alemannias Wappen

Das  Corps Alemannia Wien zu Linz ist eine Studentenverbindung an der Universität Linz und anderen Linzer Hochschulen. Es gehört dem Kösener Senioren-Convents-Verband an, schlägt Mensuren und trägt Couleur.

## Geschichte
Gegründet wurde das Corps Alemannia am 17. November 1862 in Wien von Studenten des Polytechnikums als technische Verbindung. Zum Ende ihres ersten Jahrzehnts und mit Aufnahme von Beziehungen zu anderen gleichgesinnten Bünden in Brünn, Graz und Innsbruck erklärte sich Alemannia von einer Burschenschaft zum Corps, mit vorwiegend deutschstämmigen, aber auch aus anderen Nationalitäten des Kaisertums Österreich kommenden Mitgliedern, mit „Liebe zum Vaterland und dem angestammten Herrscherhaus“. In den ersten Jahrzehnten waren viele Alemannen bei den österreichischen Bahnen bedienstet.
Das Corps Alemannia folgte 1889 dem Antisemitismus der deutschen Corps. Ab diesem Jahr wurden keine Juden mehr als Mitglieder aufgenommen.
Bis zum Ende der Monarchie war den meisten österreichischen Corps die Aufnahme in den KSCV verwehrt. Allerdings hatten die Innsbrucker Corps den bereits genehmigten Aufnahmeantrag 1888 zurückgezogen und wurde Gothia 1898 in den KSCV aufgenommen. Die übrigen Corps aus Österreich, Böhmen und Mähren wurden erst nach dem Zerfall von Österreich-Ungarn und dem Entstehen der Republik Deutschösterreich aufgenommen. Schon 1914 hatten die Corps Joannea, Vandalia Graz und Suevia Prag die Aufnahme beantragt. Mit Austria Prag, dem SC zu Brünn (Marchia, Austria, Frankonia), Teutonia Graz, dem SC zu Leoben (Montania, Schacht) und dem SC zu Wien (Saxonia, Alemannia, Posonia, Symposion) wurden sie beim oKC 1919 in den KSCV aufgenommen.
Nachdem trotz Widerstandes bereits 1935 die deutschen Korporationen aufgelöst und ihre Mitglieder in den NS-Studentenbund eingegliedert worden waren, trat dies nach dem Anschluss Österreichs auch für Alemannia in Kraft.
Im Herbst 1938 gründeten Mitglieder des Corps Alemannia gemeinsam mit Mitgliedern anderer Verbindungen die Wiener Altherrenschaft „Horst Wessel“ – benannt nach einem ihrer Mitglieder. Die Altherrschenschaft sah Studierende dem Kampf für Adolf Hitler und den Nationalsozialismus verpflichtet.
Nach dem Zweiten Weltkrieg wurde der KSCV 1950 in Westdeutschland neu gegründet. Auch die Corps in Österreich durften, vom Vereinsgesetz sanktioniert, rekonstituieren. Alemannia tat dies im März 1952 mit reaktivierten Alten Herren. Die offizielle Wiedereröffnung wurde mit dem 90. Stiftungsfest im Mai 1953 nachgefeiert.
Alemannia war 1960 das erste österreichische Vorortcorps und stellte für den Senioren-Convent zu Wien den Vorsitzenden des oKC. Mit der 68er-Bewegung blieb in Wien der Nachwuchs aus. Nach sieben Jahren Pause für den aktiven Corpsbetrieb von 1974 bis 1981 beschlossen einige verbliebene Mitglieder am 10. Oktober 1981 Wien zu verlassen und, unterstützt vom Oberösterreichischen Corpsphilisterverband, an der 1966 gegründeten Johannes Kepler Universität Linz neu zu beginnen, wo das Corps seither besteht.
Das Corps gehört zum schwarzen Kreis. Es sieht sich in der Verpflichtung, alte studentische Sitten zu bewahren, insbesondere die Mensur.

## Couleur
Die Farben sind von jeher schwarz-blau-gold, die Farbe der Biedermeiermütze ist seit 1864 blau.
|  |
|  |
|  |
|  |
|  |

|  |
|  |
|  |
|  |

## Mitglieder
Nach Geburtsjahr geordnet
- Franz Schwackhöfer (1843–1903), Stifter des Corps; Rektor der Universität für Bodenkultur Wien
- Wilhelm Eitner (1843–1921), Stifter des Corps; Industriechemiker, Gerber
- Thomas Koschat (1845–1914), Komponist, Chorleiter und Schriftsteller[4]
- August Ritter von Loehr (1847–1917), Eisenbahningenieur und Mineralien- und Münzsammler
- Josef Johann Beyer (1861–1933), österreichischer Maler und Grafiker, Mitglied im Hagenbundes (1901–1930)

- Hanns Heinz Ewers (1871–1943), Schriftsteller, Filmemacher, Globetrotter und Kabarettist
- Heinrich Keitler (1874–1937), Gynäkologe und Geburtshelfer
- Martin Hämmerle (1874–1946), Textilunternehmer
- August Gottwald (1877–1957), Bürgermeister, Staatsrat
- Otto Pötzl (1877–1962), Neurologe und Psychiater
- Wilhelm Kerl (1880–1945), Dermatologe, Amtsführender Stadtrat der ÖVP in Wien
- Anton Steyrer (1873–1943), Internist und Pathologe
- Alfred Poell (1900–1968), Wiener Kammersänger
- Horst Wessel (1907–1930), SA-Sturmführer, schrieb das Horst-Wessel-Lied
- Frithjof Kühn (* 1943), CDU-Politiker, Landrat des Rhein-Sieg-Kreises
- Franz Obermayr (* 1952), FPÖ-Politiker, ehem. Linzer Vizebürgermeister, Mitglied des Europäischen Parlaments
- Günther Steinkellner (* 1962), FPÖ-Politiker, Klubobmann der FPÖ im oberösterreichischen Landtag
- Andreas Hauer (* 1965), Richter am österreichischen Verfassungsgerichtshof
- Manfred Haimbuchner (* 1978), FPÖ-Politiker, oberösterreichischer Landeshauptmann-Stellvertreter und ehem. Abgeordneter zum Nationalrat

## Trivia
In Arthur Schnitzlers Traumnovelle hat die Hauptfigur eine nächtliche Begegnung mit einer Gruppe von „blauen Alemannen“ und wird von einem von ihnen angerempelt.